# Учак
Учак (словен. Učak) — поселення в общині Луковиця, Осреднєсловенський регіон, Словенія. 
Висота над рівнем моря: 556,6 м.